# جبل لجرد
جبل لجرد هو ثالث أعلى جبل تونسي بعد جبل الشعانبي ثم جبل بيرانو الواقع ضمن سلسلة جبال لجرد شمال ولاية القصرين، حيث يبلغ ارتفاعه 1370 متر ويقع غرب جبل بيرانو بين مدينتي تالة وفوسانة.

## مواضيع ذات صلة
- جبال تونس
- ولاية القصرين